# 刘俊彩
刘俊彩（1969年12月—），女，汉族，河北武邑人，中华人民共和国政治人物。现任北京市卫生健康委员会主任，农工党北京市委副主委。第十四届全国政协委员。

## 生平
2004年7月担任北京市东城区国资委副主任，2010年4月升任为东城区国资委主任，同年9月因东城崇文两区合并而改任东城区国资委常务副主任（正处职）。
2010年12月任北京市东城区政府危旧房改造办公室主任，2012年1月调任安定门街道办事处主任，2016年2月调任东城区发改委主任，同年12月任东城区副区长。